# Lode Zielens
Ludovicus Carolus Zielens (13 iunie 1901–28 noiembrie 1944) a fost un scriitor și jurnalist flamand.

## Biografie
El s-a născut în Antwerp într-o familie săracă. Zielens Lode a lucrat la docuri. Prima sa lucrare, Schoolkolonie, a fost publicat în Elsevier’s Monthly Magazine.
El a fost ucis în 1944 de o rachetă V-2. El este îngropat la cimitirul Schoonselhof din Antwerp.

## Bibliografie

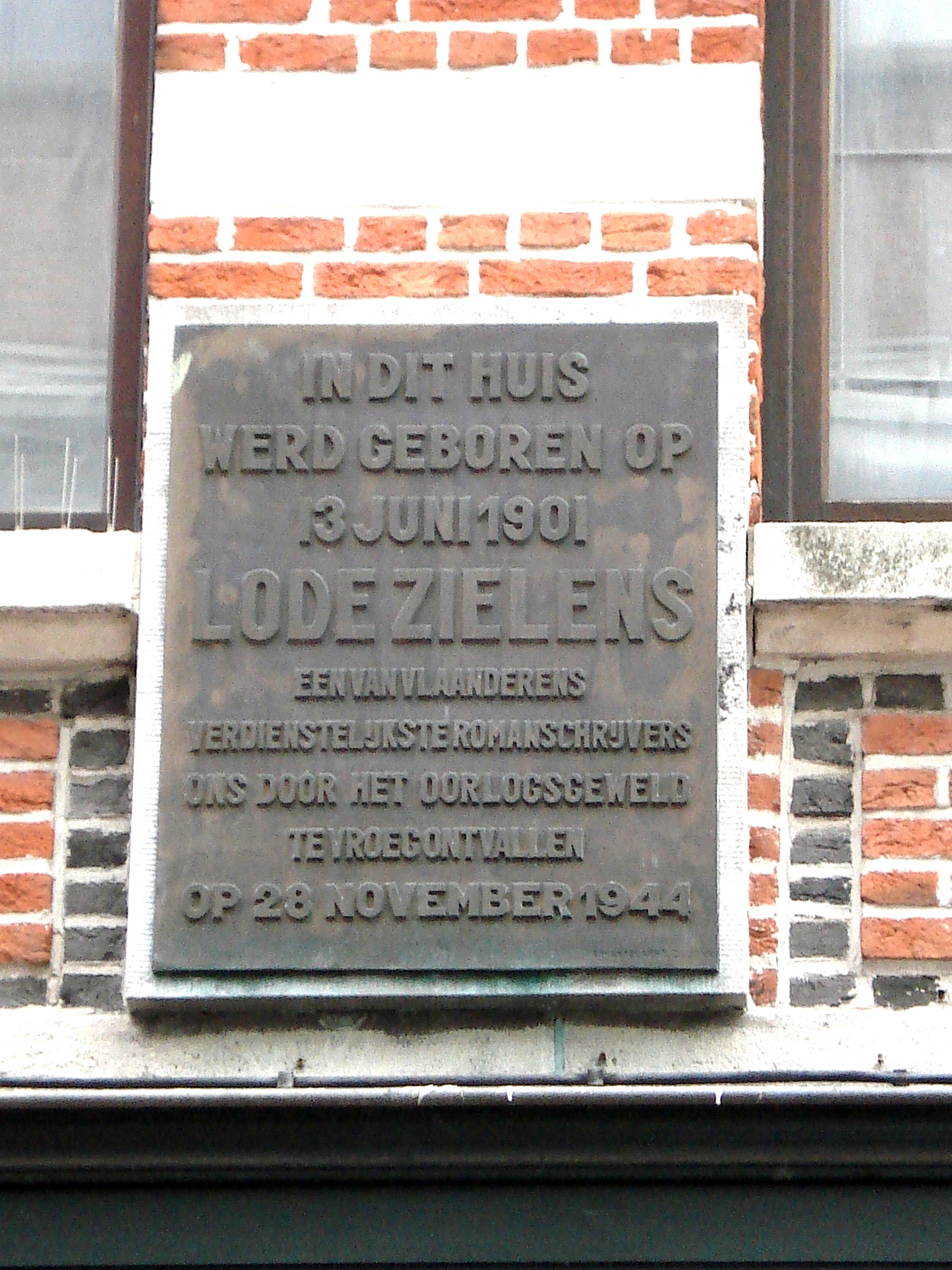
Placa comemorativă de la casa unde s-a născut Lode Zielens

## Legături externe
- nl  Biografie